# 환러구징취역
환러구징취역(중국어: 欢乐谷景区站)은 중국 베이징시 차오양구 난모팡 지구 진메이 남로 우회로 환러구 경구내에 위치한 7호건의 역이다. 2014년 12월 28일 7호선 개통과 함께 개장되었다.

## 위치
홤러구징취역은 동남4환 외곽, 징하 고속공로 후펑교 남쪽, 베이징 환러구(北京欢乐谷) 대문광장에 남북방향으로 배치되어 있다. 역은 문 앞에 있지만 지하철 노선은 베이징 환러구를 관통하지 않았다.

## 역 구조

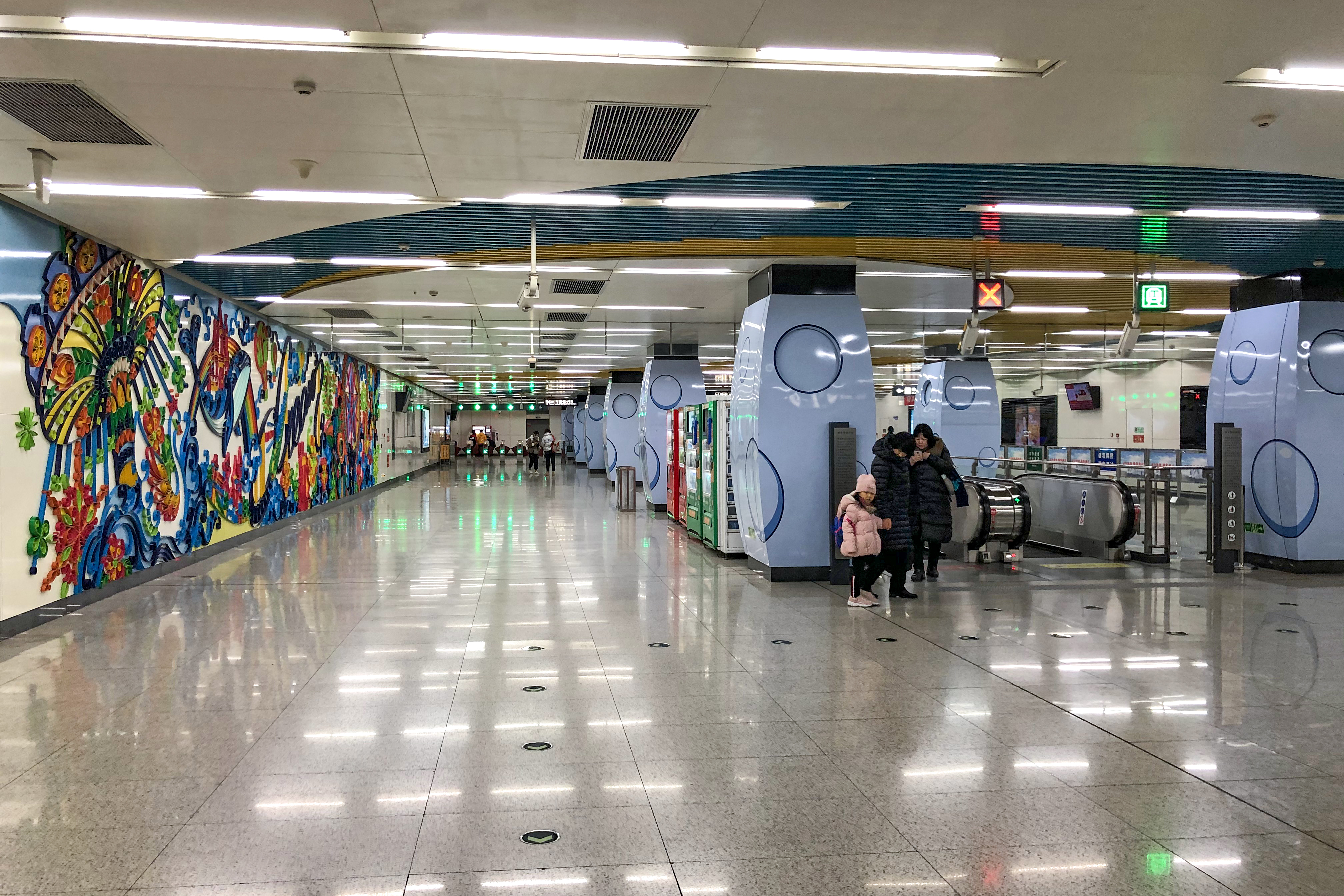
환러구징취역 대합실 (2019년 12월)

환러구징취역은 지하 2층 섬식 승강장으로 설계되었고, 승강장 한쪽에는 예술벽화인 《欢乐海洋》를 설치하였다.
| 지면층          | 거리                            | B-C출구                             |
| 지하 1층        | 대합실                          | 고객 센터, 자동 매표기, 개집표기    |
| 지하 2층 승강장 | ←                               | ■ 7호선 베이징 서역 방면 (난뤄쯔좡) |
| 지하 2층 승강장 | 섬식 승강장, 왼쪽 출입문이 열림 |                                     |
| 지하 2층 승강장 | →                               | ■ 7호선 유니버설리조트 방면(파터우) |

## 출구
|                         |                                     |      |
| 출구                    | 출구 인근                           | 사진 |
| 出口 · B                | 환러구(欢乐谷), 진찬 서로(金蝉西路) |      |
| 出口 · C                | 환러구(欢乐谷), 진찬 서로(金蝉西路) |      |
| 아이콘 설명: 엘리베이터 |                                     |      |